# Торри-ин-Сабина
Торри-ин-Сабина (итал. Torri in Sabina) — коммуна в Италии, располагается в регионе Лацио, в провинции Риети.
Население составляет 1278 человек (2008 г.), плотность населения составляет 49 чел./км². Занимает площадь 26 км². Почтовый индекс — 2049. Телефонный код — 0765.
Покровителем коммуны почитается Иоанн Креститель, празднование 24 июня.

## Демография
Динамика населения:

## Администрация коммуны
- Официальный сайт: http://www.comune.torriinsabina.ri.it/